# Ivan Mikhelson
Ivan Ivanovitch Mikhelson (1740-1807, de l'allemand Michelson) est un commandant de l'armée russe, général de cavalerie, connu avant tout pour sa victoire sur Emelian Pougatchev, lors de la Guerre des Paysans russes (1773-1775), autour de Koundravy et  d'autres villages.